# Echium hypertropicum
Echium hypertropicum is een plant uit de ruwbladigenfamilie (Boraginaceae). 
De soort is endemisch in Kaapverdië, waar hij voorkomt op de eilanden Santiago en Brava. De plant groeit voornamelijk op sub-vochtige en vochtige bodems, maar is ook aangetroffen in een droog gebied op het eiland Santiago.
... · 
E. aculeatum · 
E. brevirame · 
E. candicans · 
E. creticum · 
E. gentianoides · 
E. hypertropicum · 
E. nervosum · 
E. pininana · 
E. plantagineum · 
E. sabulicola · 
E. simplex · 
E. virescens · 
E. vulgare (Slangenkruid) · 
E. webbii · 
E. wildpretii · 
E. wildpretii subsp. trichosiphon · 
E. wildpretii subsp. wildpretii · 
...